# Gastón Comas
Jorge Gastón Comas (Paraná, Provincia de Entre Ríos, Argentina; 13 de junio de 1998) es un futbolista argentino. Juega como mediocampista central y su primer equipo fue Unión de Santa Fe. Actualmente milita en Salcedo FC de la Liga Dominicana de Fútbol.

## Trayectoria
Aunque nació en Paraná, Gastón Comas se formó futbolísticamente en las inferiores de Unión de Santa Fe y en 2016 fue promovido al plantel de Reserva.
A principios de 2019 el técnico Leonardo Madelón lo lleva a la pretemporada con el plantel profesional y al poco tiempo firma su primer contrato. El 31 de agosto de ese mismo año tuvo su debut con la camiseta de Unión siendo titular en la derrota 2-1 ante San Lorenzo de Almagro.
Jugó también en Güemes de Santiago del Estero, Ben Hur de Rafaela, GV San José de Bolivia y Juventud de Esperanza.

## Estadísticas
- Actualizado al 16 de agosto de 2025

| Club                              | Div.                | Temporada           | Liga | Liga | Copa Nacional | Copa Nacional | Copa Internacional | Copa Internacional | Total | Total |
| Club                              | Div.                | Temporada           | PJ   | G    | PJ            | G             | PJ                 | G                  | PJ    | G     |
| --------------------------------- | ------------------- | ------------------- | ---- | ---- | ------------- | ------------- | ------------------ | ------------------ | ----- | ----- |
| Unión Argentina                   | 1.ª                 | 2018/19             | 0    | 0    | 0             | 0             | 0                  | 0                  | 0     | 0     |
| Unión Argentina                   | 1.ª                 | 2019/20             | 5    | 0    | 0             | 0             | 0                  | 0                  | 5     | 0     |
| Unión Argentina                   | 1.ª                 | 2020                | -    | -    | 6             | 0             | 2                  | 0                  | 8     | 0     |
| Unión Argentina                   | 1.ª                 | 2021                | 4    | 0    | 3             | 0             | -                  | -                  | 7     | 0     |
| Unión Argentina                   | 1.ª                 | 2023                | 2    | 0    | 1             | 0             | -                  | -                  | 3     | 0     |
| Unión Argentina                   | Total               | Total               | 11   | 0    | 10            | 0             | 2                  | 0                  | 23    | 0     |
| Güemes (SdE) Argentina            | 2.ª                 | 2022                | 14   | 1    | 0             | 0             | -                  | -                  | 14    | 1     |
| Güemes (SdE) Argentina            | Total               | Total               | 14   | 1    | 0             | 0             | -                  | -                  | 14    | 1     |
| Ben Hur Argentina                 | 4.ª                 | 2023/24             | 11   | 2    | -             | -             | -                  | -                  | 11    | 2     |
| Ben Hur Argentina                 | Total               | Total               | 11   | 2    | -             | -             | -                  | -                  | 11    | 2     |
| Círculo Deportivo Argentina       | 3.ª                 | 2024                | 12   | 2    | -             | -             | -                  | -                  | 12    | 2     |
| Círculo Deportivo Argentina       | Total               | Total               | 12   | 2    | -             | -             | -                  | -                  | 12    | 2     |
| GV San José · Bolivia             | 1.ª                 | 2024                | 8    | 0    | -             | -             | -                  | -                  | 8     | 0     |
| GV San José · Bolivia             | Total               | Total               | 8    | 0    | -             | -             | -                  | -                  | 8     | 0     |
| Salcedo FC · República Dominicana | 1.ª                 | 2025/26             | 3    | 2    | -             | -             | -                  | -                  | 3     | 2     |
| Salcedo FC · República Dominicana | Total               | Total               | 3    | 2    | -             | -             | -                  | -                  | 3     | 2     |
| Total en su carrera               | Total en su carrera | Total en su carrera | 59   | 7    | 10            | 0             | 2                  | 0                  | 71    | 7     |